# Doppelsalze
Doppelsalze sind Salze mit mehreren verschiedenen Kationen oder verschiedenen Anionen.
Sie entstehen, wenn in einer Lösung zwei verschiedene Salze gelöst werden und diese zusammen in einer regelmäßigen Kristallstruktur auskristallisieren. Im Gegensatz zu Komplexsalzen dissoziieren sie in wässriger Lösung in ihre einzelnen Ionen. Ihre chemischen Eigenschaften entsprechen daher denen ihrer einzelnen Komponenten. Gleiches gilt z. B. für die elektrische Leitfähigkeit.
Eine bekannte Verbindungsklasse von Doppelsalzen sind die Alaune mit der allgemeinen Formel MIMIII(SO4)2 · 12 H2O (wobei MI für ein einwertiges und MIII für ein dreiwertiges Kation steht); benannt nach Alaun, dem gängigen Trivialnamen für Aluminiumkaliumsulfat-Dodecahydrat (KAl(SO4)2 · 12 H2O).
Eine weitere Reihe von Doppelsalzen vom Typus MI2MII(SO4)2 · 6 H2O (wobei MI für ein einwertiges und MII für ein zweiwertiges Kation steht) wird Tuttonsche Salze genannt. Der bekannteste Vertreter ist das Mohrsche Salz (Ammoniumeisen(II)-sulfat).